# Socrates en Stephanus
Socrates en Stephanus († 304?) waren christelijke heiligen, die de marteldood stierven. In de katholieke Kerk werden ze daarom heilig verklaard. Hun gedachtenis valt op 17 september.
In bepaalde martyrologie wordt genoemd dat zij voornamelijk actief waren in Groot-Brittannië. Dit wordt echter betwist, aangezien experts verklaren dat "in Britannia" soms geschreven werd als "in Bithynia" (Bithynië).